# 唐家墩街道
唐家墩街道是中华人民共和国湖北省武汉市江汉区下辖的一个街道办事处。

## 行政区划
唐家墩街道下辖以下村级行政区划单位：
西桥社区、省汽运社区、香江新村社区、唐蔡社区、马场社区、站东社区、新村社区、天门墩社区、八古墩社区和陈家墩社区。

## 车站
唐家墩站位于发展大道与唐家墩路交叉路口处，为6号线与10号线换乘站。